# أوبن دي سويد فارجاردا - سباق الطريق 2015
أوبن دي سويد فارجاردا - سباق الطريق 2015 هو سباق دراجات هوائية، وهو الموسم رقم 10 من أوبن دي سويد فارجاردا - سباق الطريق، وأقيم في 23 أغسطس 2015 ضمن سباقات كأس العالم لسباق الدراجات على الطريق للسيدات 2015.
فاز بالمركز الأول جولين ديهور، وبالمركز الثاني جورجيا برونزيني، وبالمركز الثالث ليزا برينور.

## التصنيف العام النهائي
| التصنيف العام                          | التصنيف العام      | التصنيف العام    | التصنيف العام             | التصنيف العام |
| العداء                                 | العداء             | البلد            | الفريق                    | الوقت         |
| -------------------------------------- | ------------------ | ---------------- | ------------------------- | ------------- |
| 1                                      | جولين ديهور        | بلجيكا           | Wiggle High5 Pro Cycling ‏ | 3 س 19 د 23 ث |
| 2                                      | جورجيا برونزيني    | إيطاليا          | Wiggle High5 Pro Cycling ‏ | + 0 ث         |
| 3                                      | ليزا برينور        | ألمانيا          | كانيون–إس آر إيه إم ‏      | + 0 ث         |
| 4                                      | لوسيندا براند      | هولندا           | ليف ريسينغ ‏               | + 1 ث         |
| 5                                      | أنا فان دير بريغين | هولندا           | ليف ريسينغ ‏               | + 1 ث         |
| 6                                      | ايمي بيترز         | هولندا           | فريق سنويب للسيدات ‏       | + 1 ث         |
| 7                                      | تيفاني كرومويل     | أستراليا         | كانيون–إس آر إيه إم ‏      | + 3 ث         |
| 8                                      | إيما جوهانسون      | السويد           | Liv AlUla Jayco ‏          | + 3 ث         |
| 9                                      | Shelley Olds       | الولايات المتحدة | يو أي أيه تيم ‏            | + 6 ث         |
| 10                                     | لورين كيتشن        | أستراليا         | تيم كوب هايتك بوردكتس ‏    | + 6 ث         |
| مصدر: ProCyclingStats Cycling Quotient |                    |                  |                           |               |

## وصلات خارجية
- لمحة عن سباق أوبن دي سويد فارجاردا - سباق الطريق 2015 على موقع  ProCyclingStats   (برو  سايكلنج  ستاتس) - إحصاءات  محترفي  الدراجات.
- أوبن دي سويد فارجاردا - سباق الطريق 2015 على موقع إحصائيات الدراجات الإحترافية (الإنجليزية)